# Miyazaki Jun
Miyazaki Jun (Pécs, 1981. május 21. –) az SFportal.hu sci-fi internetes magazin főszerkesztője, civilben online marketing tanácsadó, a Demokratikus Koalíció tagja. 2019. október 13-án Budapest VI. kerületében önkormányzati képviselőnek választották. A választásokat követően 2019 novemberében Terézvárosban a humán ügyekért felelős alpolgármesternek nevezték ki.
Gyakran Merras néven publikál. Több fantasztikus témájú weboldal alapítója és szerkesztője, rendezvényszervező, továbbá a KreArt (Kreatív Fantázia és Művészetek Egyesület) kommunikációs vezetője.

## Korai évek
Édesapja japán, édesanyja magyar, szülei az NDK-ban ismerkedtek meg. 6 éves kora óta Budapesten él.

## Pályája
Alapítója, majd később vezetője volt a Magyar Babylon 5 Klubnak, illetve aktív tagja a Magyar Star Trek Klubnak is. A budapesti Petőfi Csarnokban megrendezett Sci-Fi Napok egyik szervezője, több alkalommal főszervezője. Részt vett az Átjáró Magazin elindításában, majd a lap cikkírója, szerkesztője lett. 2003-tól az Átjáró Nap és az Átjáró Találkozások rendezvénysorozat, és az Átjáró Fesztivál egyik szervezője volt.
2004-ben a nyomtatott magazin online háttereként szolgáló SF.hu – Átjáró Online honlap főszerkesztője lett. Később Szélesi Sándorral közösen saját oldalt indított SFportal.hu címen. Tulajdonosa az SFblogs.net című, science-fiction rajongóknak szánt sci-fi blogszolgáltatásnak is, továbbá az SFport.net nevű közösségi oldalnak. 2010 végén a társával együtt elindították az SFportal E-Bookot. Itt magyar sci-fi-szerzők könyveit kínálják elektronikus formátumban.
2011-ben a Budapest Bank pályázatot hirdetett szabad felhasználású hiteltermékéhez kapcsolódóan magánszemélyek és gyakorló vagy leendő vállalkozások számára a Facebookon. Vállalati kategóriában könyvkiadással kapcsolatos kezdeményezéssel Miyazaki Jun nyert 7080 szavazattal.
Gyurcsány Ferenc szimpatizánsaként megalakulásakor csatlakozott a Demokratikus Koalícióhoz. 2014 áprilisától döntött úgy, hogy aktívan is részt kíván venni a politikai életben, és 2014 októberében indul az önkormányzati választáson. A választáson nem szerzett mandátumot.
2019-ben vitába keveredett Song Simonnal, a Fidesz egyik kispesti önkormányzati képviselőjelöltjével. 2019. október 13-tól Budapest VI. kerületének önkormányzati képviselője.